# Бадминтон на Летњим олимпијским играма 1996.
Бадминтон на Љетњим олимпијским играма 1996. обухватао је четири дисциплине (мушкарци и жене појединачно, мушки и женски парови) као и нови догађај: мјешовити парови. Додатна промјена турнира била је игра плеј-офа за бронзану медаљу, а не додјела двије бронзе. Турнир је био једнострука елиминација. Мечеви су се састојали од три сета, осим сетова до 15. Турнир је одржан у спортској сали Државног универзитета Џорџије.

## Освајачи медаља
| Дисциплина                  | Злато                                       | Сребро                                      | Бронза                                         |
| Мушкарци појединачно детаљи | Poul-Erik Høyer Larsen · Данска             | Dong Jiong · Кина                           | Rashid Sidek · Малезија                        |
| Мушки парови детаљи         | Индонезија · Ricky Subagja · Rexy Mainaky   | Малезија · Cheah Soon Kit · Yap Kim Hock    | Индонезија · Denny Kantono · Antonius Ariantho |
| Жене појединачно детаљи     | Bang Soo-hyun · Јужна Кореја                | Mia Audina · Индонезија                     | Susi Susanti · Индонезија                      |
| Женски парови детаљи        | Кина · Ge Fei · Gu Jun                      | Јужна Кореја · Gil Young-ah · Jang Hye-ock  | Кина · Qin Yiyuan · Tang Yongshu               |
| Мјешовити парови детаљи     | Јужна Кореја · Kim Dong-moon · Gil Young-ah | Јужна Кореја · Park Joo-bong · Ra Kyung-min | Кина · Liu Jianjun · Sun Man                   |

## Биланс медаља
| Ранг       | Држава       | Злато | Сребро | Бронза | Укупно |
| 1          | Јужна Кореја | 2     | 2      | 0      | 4      |
| 2          | Кина         | 1     | 1      | 2      | 4      |
| 3          | Индонезија   | 1     | 1      | 2      | 4      |
| 4          | Данска       | 1     | 0      | 0      | 1      |
| 5          | Малезија     | 0     | 1      | 1      | 2      |
| Укупно (5) | Укупно (5)   | 5     | 5      | 5      | 15     |

## Земље учеснице
На овом догађају учествовало је укупно 37 земаља.
- Аустралија (8)
- Аустрија (1)
- Белорусија (2)
- Бугарска (3)
- Канада (7)
- Кина (20)
- Данска (16)
- Финска (2)
- Француска (2)
- Уједињено Краљевство (11)
- Немачка (6)
- Гватемала (1)
- Хонгконг (3)
- Мађарска (1)
- Исланд (1)
- Индија (2)
- Индонезија (20)
- Јапан (7)
- Јужна Кореја (17)
- Малезија (7)
- Маурицијус (4)
- Холандија (5)
- Нови Зеланд (2)
- Нигерија (2)
- Перу (1)
- Филипини (1)
- Пољска (1)
- Русија (5)
- Сингапур (1)
- Суринам (1)
- Швајцарска (2)
- Шведска (10)
- Кинески Тајпеј (6)
- Тајланд (7)
- Тринидад и Тобаго (1)
- Украјина (3)
- Сједињене Америчке Државе (3)